# Toxoscelus circumscriptus
Toxoscelus circumscriptus (лат.) — вид жуков-златок рода Toxoscelus из подсемейства Agrilinae.

## Распространение
Ориентальная область: Филиппины, Leyte Island, Mt. Balocaue (Balocawe).

## Описание
Златки мелкого размера. Самцы: 6,0—6,8 мм (ширина 2,0—2,4 мм). Самки: 6,2—7,2 мм (ширина 2,0—2,5 мм). Покровы чёрные с темно-пурпурно-медным отражением на голове, переднеспинке, передних 4/5 диска надкрылий и дорсолатерально на брюшных вентритах; диск надкрылий также со слабыми сине-серыми отблесками вокруг чёрных пятен; вершинная 1/5 надкрылий более яркая, красно-медноватая; вентральные покровы блестящие чёрным со слабым отражением посередине; дорсальная поверхность сильно пунктирована; вентральная поверхность более мелко пунктирована, вентриты брюшка со слабыми косыми штрихами.

## Систематика
Сходен с Toxoscelus actenodes, но отличается таким признаком как то, что задняя половина надкрылий с большим почти непунктированным тёмным пятном. Вид был впервые описан в 2011 году американским энтомологом Чарльзом Беллами (1951—2013) и его японским коллегой Sadahiro Ohmomo (Япония).